# (5913) 1990 BU
(5913) 1990 BU es un asteroide perteneciente al cinturón de asteroides, región del sistema solar que se encuentra entre las órbitas de Marte y Júpiter, más concretamente a la familia de Eunomia, descubierto el 21 de enero de 1990 por Masaru Arai y el astrónomo Hiroshi Mori desde el Yorii Observatory, Yorii Japón.

## Designación y nombre
Designado provisionalmente como 1990 BU. 

## Características orbitales
1990 BU está situado a una distancia media del Sol de 2,600 ua, pudiendo alejarse hasta 3,095 ua y acercarse hasta 2,106 ua. Su excentricidad es 0,190 y la inclinación orbital 12,11 grados. Emplea 1531,96 días en completar una órbita alrededor del Sol.

## Características físicas
La magnitud absoluta de 1990 BU es 12,2. Tiene 10,924 km de diámetro y su albedo se estima en 0,214. 